# Référendum constitutionnel micronésien de 2023
Un référendum constitutionnel a lieu le 4 juillet 2023 aux États fédérés de Micronésie afin de permettre à la population de se prononcer sur plusieurs amendements de la constitution de 1979.
Sur les neuf amendements soumis individuellement au vote, huit découlent des travaux de la convention constitutionnelle élue en novembre 2019 et interrompus pendant plus de deux ans par la Pandémie de Covid-19. Le neuvième amendement est quant à lui soumis au vote sur proposition du Congrès.
Tout les amendements sont approuvés par la population à la majorité requise des trois quarts des suffrages dans au moins trois des quatre États, et entrent en vigueur à la date du scrutin.

## Contexte

Carte des États fédérés de Micronésie

Les États fédérés de Micronésie sont une république fédérale présidentielle. Élu au scrutin indirect par le Congrès, le président est à la fois chef de l’État et chef du gouvernement. Il n'existe pas de partis politiques.
L'article XIV de la constitution micronésienne impose la tenue au moins tous les 10 ans d'un référendum sur la convocation d'une assemblée constituante, appelée « convention constitutionnelle ». Dans le cas d'un vote positif, le Congrès doit organiser l'élection des délégués de la convention au plus tard lors des prochaines législatives. La convention est alors chargée de proposer des amendements, qui seront soumis à référendum. Outre celle de 1975 ayant mené à l'écriture de la constitution du pays à son indépendance en 1978, une telle convention a jusqu’à présent eut lieu par deux fois, en 1990 et en 2001. Lors du référendum organisé le 5 mars 2019, 60,84 % des votants approuvent la convocation d'une quatrième convention.
Des élections constituantes sont par conséquent organisées le 5 novembre 2019,. Les travaux de la convention reçoivent notamment le soutien affirmé du président micronésien David Panuelo, qui veille à son financement et au décalage des sessions du parlement afin de permettre à la convention d'utiliser ses locaux,.

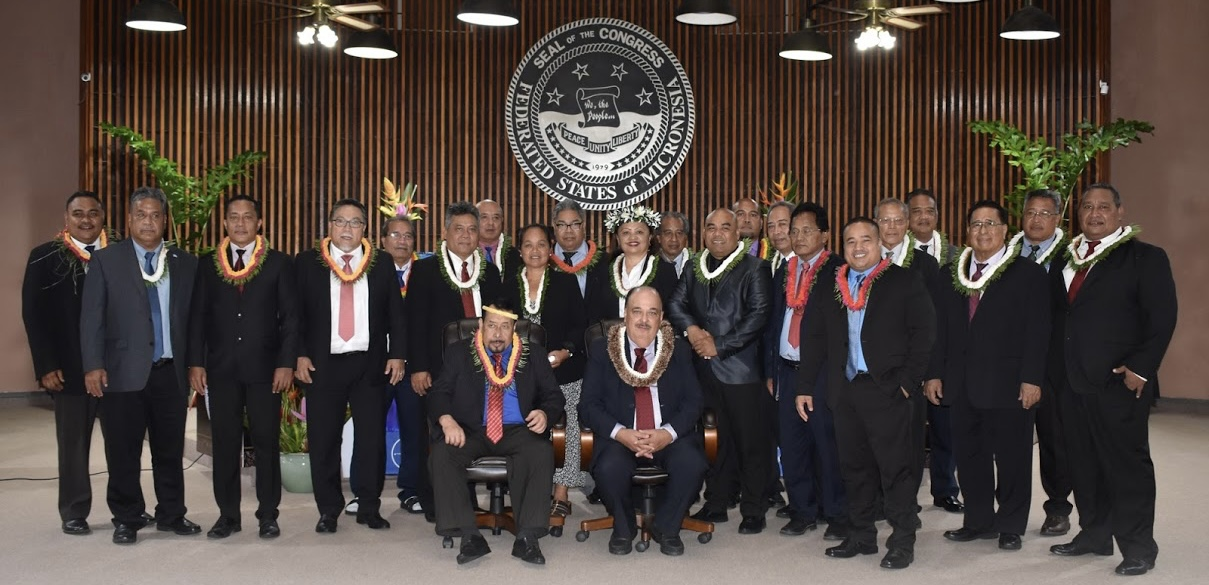
Les délégués de la convention réunis en janvier 2020.

La convention élue se réunit à partir du 7 janvier 2020. Ses travaux sont cependant interrompus le 13 mars du fait de la progression de la pandémie de Covid-19 qui conduit le gouvernement à déclarer l'état d'urgence et la fermeture totale des frontières aux étrangers. Les délégués ont tout juste le temps d'adopter deux amendements avant de se séparer.
La maitrise de la pandémie prend ensuite la priorité sur le processus constituant pendant plus de deux ans. À la mi-2022, les États fédérés de Micronésie parviennent à devenir l'un des deux seuls pays à éradiquer totalement le virus sur son territoire, ce qui permet à la convention de se réunir à nouveau le 1er juin 2022, après 26 mois d'interruption. Les délégués décident de reprendre les travaux tels que laissés au moment de leur interruption. Le président de la convention, Redley Killion, déclare à cette occasion n'avoir « jamais douté un instant » du retour de la convention pour mener à bien la tâche que lui a confié la population,. La convention met définitivement fin à ses travaux le 28 juin 2022, après avoir adopté six amendements supplémentaires, portant leur total à huit,.
La constitution dispose que des amendements constitutionnels peuvent également être proposés à tout moment par le Congrès, ou bien directement par la population. Dans ce dernier cas, en accord avec son article XIV, additionné du Constitutional Amendment Procedure Act de 1990, les signatures d'au moins 10 % de l'ensemble des électeurs inscrits sur les listes électorales doivent être réunies dans chacun d'au moins trois des quatre États constituant le pays : Chuuk, Kosrae, Pohnpei et Yap. En 2017, un total de 117 977 électeurs étaient inscrits sur les listes, ce qui équivaut à un seuil d'un peu moins de 12 000 signatures. En novembre 2022, le Congrès vote la mise à référendum d'un neuvième amendement, soumis à référendum en même temps que ceux issus de l'assemblée constituante, selon les mêmes conditions de validation.
Une campagne d'information sur le contenu des amendements proposés est mise en place par le président Panuelo en septembre 2022,. Son mandat ainsi que celui des membres du Congrès sont par la suite renouvelés lors des élections générales de mars 2023, qui voient l'élection à la présidence de Wesley Simina,.

## Conditions
Les résultats du scrutin sont légalement contraignants. Les amendements ne sont cependant considérés comme valides qu'à la condition de recueillir individuellement en leur faveur une majorité qualifiée de 75 % des suffrages exprimés dans au moins trois des quatre États,,.

## Objet

### Abaissement du quorum des référendums constitutionnels
La première proposition d'amendement adoptée par la convention porte sur l'article XIV section 1 de la constitution, et vise à faire passer le quorum nécessaire pour la validation d'un amendement par référendum de trois quarts des suffrages exprimés dans trois États sur quatre à deux tiers des suffrages exprimés, toujours dans trois États sur quatre,,.

### Légalisation de la double nationalité
Le second amendement porte sur l'article III de la constitution et vise à autoriser la double nationalité, à restaurer la nationalité des Micronésiens l'ayant perdue en omettant de renoncer à leur deuxième avant leurs 21 ans, à permettre à ceux ayant renoncé à la citoyenneté micronésienne pour cause de binationalité de la retrouver sous certaines conditions définies par la loi, et enfin à épurer des sections devenues obsolètes, concernant l'accession à la citoyenneté lors de la période ayant suivi l'indépendance du pays,,.
Cette proposition de suppression de l'interdiction de la double nationalité est un projet de longue date des gouvernements micronésiens successifs, celle-ci ayant déjà été soumise à référendum en 2005, 2007, 2011 et 2017, chaque fois sans succès,,,.

### Revenus de la pêche
Le troisième amendement porte sur l'article IX section 6 de la constitution, et vise à modifier la répartition des revenus dérivés de l’octroi de permis de pêche sur le territoire des quatre états composant le pays, à l'avantage des états.
Au lieu de revenir en intégralité au gouvernement fédéral, la moitié de la somme totale annuelle de ces revenus seraient répartis entre les états. Sur cette somme, 30 % seraient répartis entre eux à part égale, et les 70 % restants répartis au prorata de leur population,.

### Renforcement du veto présidentiel
Le quatrième amendement porte sur l'article IX section 2 de la constitution et vise à renforcer le veto présidentiel en augmentant le nombre de voix nécessaire pour que le congrès puisse passer outre,,.
Le veto présidentiel est jusqu'alors essentiellement symbolique. Pour faire passer une loi, le Congrès doit en effet la voter en première lecture à la majorité qualifiée des deux tiers du total de ses membres, soit 10 voix sur 14, puis en deuxième lecture à la majorité des trois quarts des délégations de chaque état — c'est-à-dire les quatre sénateurs représentant chacun un état —, soit 3 voix sur 4. Les conditions pour passer outre un veto présidentiel sont exactement les mêmes que celles imposées en seconde lecture. En pratique, le veto n'a donc qu'une valeur symbolique permettant au président d'exprimer son désaccord sans rendre le passage d'une loi plus difficile pour le Congrès,.
L'amendement propose que le veto ne puisse être outrepassé que si deux tiers des sénateurs de district votent pour, soit 7 sur 10, puis trois quarts des sénateurs d'état, soit 3 sur 4. La loi peut par conséquent être bloquée si elle avait été votée en première lecture par six sénateurs de districts et 4 d'état. Le pouvoir exécutif est ainsi légèrement renforcé, son veto ayant une application autre que symbolique,.

### Revenus de l'exploitation des fonds marins
Le cinquième amendement porte sur l'article IX section 6 de la constitution et vise à créer une clé de répartition des revenus liés à l'exploitation des minerais, pétrole, gaz et autres matières non vivantes du fond marin au-delà des 12 milles marins des eaux territoriales. Aucune exploitation de ce genre n'a encore eu lieu dans l'histoire du pays, et le sujet est jusqu'alors absent de la constitution. Cette dernière est par conséquent interprétée comme appliquant la même règle pour ces éléments que pour les produits de la pèche, faute de passage plus spécifique,.
La répartition prévoit que ces revenus soient partagés à part égale entre le gouvernement fédéral et l'état sur le territoire duquel l'exploitation a lieu. Si l'exploitation concerne plusieurs états, ceux-ci se divisent à part égale la moitié dévolue aux états,.

### Conditions de candidature au Congrès
Le sixième amendement porte sur l'article IX section 9 de la constitution et vise à modifier les conditions de candidature au Congrès, et donc de facto à la présidence.
La constitution requiert alors un âge minimum de trente ans au moment de l'élection, un casier judiciaire vierge de tout délit pénal, la nationalité micronésienne acquise depuis au moins quinze ans, et une domiciliation dans l'état où le candidat se porte candidat depuis au moins cinq ans. Le président étant élu par le Congrès en son sein, ces conditions s'appliquent également aux candidats à la présidence,.
L'amendement vise à remplacer l'obligation de détenir la nationalité depuis quinze ans par celle de l'avoir obtenue de naissance. La domiciliation depuis cinq ans est aussi modifiée pour concerner l'ensemble du pays. La domiciliation dans l'état où l'individu présente sa candidature est maintenue, mais celle-ci n'est plus soumise à une durée minimum de cinq ans,.

### Juridiction des États en matière foncière
Le septième amendement porte sur l'article XI section 6b de la constitution et vise à donner aux cours de justice des États la pleine juridiction sur les affaires concernant le foncier. La cour suprême fédérale disposait jusqu'alors de cette juridiction,,.

### Création d'un procureur indépendant
Le huitième amendement porte sur l'article XII de la constitution et vise à introduire une section 4 qui crée le bureau du procureur indépendant, une agence indépendante du gouvernement national, chargée d’enquêter et de poursuivre les individus, entités ou gouvernements dans les domaines de la corruption et du détournement de fonds publics. Ces pouvoirs sont jusqu'alors confiés au bureau de l'auditeur public, mais sans la capacité à poursuivre les affaires en justice,,.
Si le Procureur indépendant est nommé pour un mandat de six ans non renouvelable par le président avec l'assentiment des deux tiers du Congrès, l'amendement prévoit plusieurs dispositions devant assurer son indépendance et son autonomie vis-à-vis du président, du Congrès et des autres institutions. En cas de vacance du poste, un successeur est choisi par le Procureur général jusqu'à ce que le président nomme un remplaçant,.

### Droit à un environnement sain
Le neuvième amendement — le seul proposé par le Congrès — porte sur l'article XIII de la constitution et vise à y inclure une section 8, qui introduirait le droit à un environnement sain ainsi que l'obligation pour le gouvernement fédéral de prendre les mesures raisonnables nécessaires pour respecter, protéger et promouvoir ce droit. L'amendement ne définit pas ce qu'est un environnement sain, laissant vague son interprétation future,.

## Résultats

### Abaissement du quorum
| Pour                      | Pour          |  | 90,9 |  | 84,46 | 7 753 | 84,47 |  | 79,61 |  |     |  |  |  |
| Contre                    | Contre        |  | 9,1  |  | 15,54 | 1 425 | 15,53 |  | 20,39 |  |     |  |  |  |
|                           |               |  |      |  |       |       |       |  |       |  |     |  |  |  |
| Votes valides             | Votes valides |  |      |  |       | 9 178 |       |  |       |  |     |  |  |  |
| Votes blancs et invalides |               |  |      |  |       |       |       |  |       |  |     |  |  |  |
| Total                     | Total         |  | 100  |  | 100   |       | 100   |  | 100   |  | 100 |  |  |  |
| Abstention                |               |  |      |  |       |       |       |  |       |  |     |  |  |  |
| Inscrits / participation  |               |  |      |  |       |       |       |  |       |  |     |  |  |  |

### Double nationalité
| Pour                      | Pour          |  | 86,6 |  | 87,47 | 9 026  | 86,71 |  | 78,63 |  |     |  |  |  |
| Contre                    | Contre        |  | 13,4 |  | 12,53 | 1 383  | 13,29 |  | 21,37 |  |     |  |  |  |
|                           |               |  |      |  |       |        |       |  |       |  |     |  |  |  |
| Votes valides             | Votes valides |  |      |  |       | 10 409 |       |  |       |  |     |  |  |  |
| Votes blancs et invalides |               |  |      |  |       |        |       |  |       |  |     |  |  |  |
| Total                     | Total         |  | 100  |  | 100   |        | 100   |  | 100   |  | 100 |  |  |  |
| Abstention                |               |  |      |  |       |        |       |  |       |  |     |  |  |  |
| Inscrits / participation  |               |  |      |  |       |        |       |  |       |  |     |  |  |  |

### Revenus issus de la pêche
| Pour                      | Pour          |  | 87,7 |  | 87,77 | 8 157 | 86,17 |  | 73,48 |  |     |  |  |  |
| Contre                    | Contre        |  | 12,3 |  | 12,23 | 1 309 | 13,83 |  | 26,52 |  |     |  |  |  |
|                           |               |  |      |  |       |       |       |  |       |  |     |  |  |  |
| Votes valides             | Votes valides |  |      |  |       | 9 466 |       |  |       |  |     |  |  |  |
| Votes blancs et invalides |               |  |      |  |       |       |       |  |       |  |     |  |  |  |
| Total                     | Total         |  | 100  |  | 100   |       | 100   |  | 100   |  | 100 |  |  |  |
| Abstention                |               |  |      |  |       |       |       |  |       |  |     |  |  |  |
| Inscrits / participation  |               |  |      |  |       |       |       |  |       |  |     |  |  |  |

### Véto présidentiel
| Pour                      | Pour          |  | 84,4 |  | 87,99 | 8 137 | 83,39 |  | 82,64 |  |     |  |  |  |
| Contre                    | Contre        |  | 15,6 |  | 12,01 | 1 621 | 16,61 |  | 17,36 |  |     |  |  |  |
|                           |               |  |      |  |       |       |       |  |       |  |     |  |  |  |
| Votes valides             | Votes valides |  |      |  |       | 9 758 |       |  |       |  |     |  |  |  |
| Votes blancs et invalides |               |  |      |  |       |       |       |  |       |  |     |  |  |  |
| Total                     | Total         |  | 100  |  | 100   |       | 100   |  | 100   |  | 100 |  |  |  |
| Abstention                |               |  |      |  |       |       |       |  |       |  |     |  |  |  |
| Inscrits / participation  |               |  |      |  |       |       |       |  |       |  |     |  |  |  |

### Revenus issus des fonds marins
| Pour                      | Pour          |  | 87,3 |  | 87,56 | 8 221 | 83,39 |  | 75,08 |  |     |  |  |  |
| Contre                    | Contre        |  | 12,7 |  | 12,44 | 1 295 | 13,61 |  | 24,92 |  |     |  |  |  |
|                           |               |  |      |  |       |       |       |  |       |  |     |  |  |  |
| Votes valides             | Votes valides |  |      |  |       | 9 516 |       |  |       |  |     |  |  |  |
| Votes blancs et invalides |               |  |      |  |       |       |       |  |       |  |     |  |  |  |
| Total                     | Total         |  | 100  |  | 100   |       | 100   |  | 100   |  | 100 |  |  |  |
| Abstention                |               |  |      |  |       |       |       |  |       |  |     |  |  |  |
| Inscrits / participation  |               |  |      |  |       |       |       |  |       |  |     |  |  |  |

### Conditions de candidature
| Pour                      | Pour          |  | 86,0 |  | 86,03 | 8 435 | 84,71 |  | 82,58 |  |     |  |  |  |
| Contre                    | Contre        |  | 14,0 |  | 13,97 | 1 523 | 15,29 |  | 17,42 |  |     |  |  |  |
|                           |               |  |      |  |       |       |       |  |       |  |     |  |  |  |
| Votes valides             | Votes valides |  |      |  |       | 9 958 |       |  |       |  |     |  |  |  |
| Votes blancs et invalides |               |  |      |  |       |       |       |  |       |  |     |  |  |  |
| Total                     | Total         |  | 100  |  | 100   |       | 100   |  | 100   |  | 100 |  |  |  |
| Abstention                |               |  |      |  |       |       |       |  |       |  |     |  |  |  |
| Inscrits / participation  |               |  |      |  |       |       |       |  |       |  |     |  |  |  |

### Juridiction en matière foncière
| Pour                      | Pour          |  | 85,7 |  | 86,03 | 8 479  | 83,04 |  | 60,53 |  |     |  |  |  |
| Contre                    | Contre        |  | 14,3 |  | 13,97 | 1 732  | 16,96 |  | 39,47 |  |     |  |  |  |
|                           |               |  |      |  |       |        |       |  |       |  |     |  |  |  |
| Votes valides             | Votes valides |  |      |  |       | 10 211 |       |  |       |  |     |  |  |  |
| Votes blancs et invalides |               |  |      |  |       |        |       |  |       |  |     |  |  |  |
| Total                     | Total         |  | 100  |  | 100   |        | 100   |  | 100   |  | 100 |  |  |  |
| Abstention                |               |  |      |  |       |        |       |  |       |  |     |  |  |  |
| Inscrits / participation  |               |  |      |  |       |        |       |  |       |  |     |  |  |  |

### Procureur indépendant
| Pour                      | Pour          |  | 86,5 |  | 80,51 | 8 985  | 86,14 |  | 83,44 |  |     |  |  |  |
| Contre                    | Contre        |  | 13,5 |  | 19,49 | 1 446  | 13,86 |  | 16,56 |  |     |  |  |  |
|                           |               |  |      |  |       |        |       |  |       |  |     |  |  |  |
| Votes valides             | Votes valides |  |      |  |       | 10 431 |       |  |       |  |     |  |  |  |
| Votes blancs et invalides |               |  |      |  |       |        |       |  |       |  |     |  |  |  |
| Total                     | Total         |  | 100  |  | 100   |        | 100   |  | 100   |  | 100 |  |  |  |
| Abstention                |               |  |      |  |       |        |       |  |       |  |     |  |  |  |
| Inscrits / participation  |               |  |      |  |       |        |       |  |       |  |     |  |  |  |

### Environnement sain
| Pour                      | Pour          |  | 93,0 |  | 41,23 | 8 135 | 86,58 |  | 87,97 |  |     |  |  |  |
| Contre                    | Contre        |  | 7,0  |  | 58,77 | 1 261 | 13,42 |  | 12,03 |  |     |  |  |  |
|                           |               |  |      |  |       |       |       |  |       |  |     |  |  |  |
| Votes valides             | Votes valides |  |      |  |       | 9 396 |       |  |       |  |     |  |  |  |
| Votes blancs et invalides |               |  |      |  |       |       |       |  |       |  |     |  |  |  |
| Total                     | Total         |  | 100  |  | 100   |       | 100   |  | 100   |  | 100 |  |  |  |
| Abstention                |               |  |      |  |       |       |       |  |       |  |     |  |  |  |
| Inscrits / participation  |               |  |      |  |       |       |       |  |       |  |     |  |  |  |

## Analyse
L'annonce des résultats n'a pas lieu avant plusieurs semaines en raison de retards dans le dépouillement dans l'État de Chuuk, le plus peuplé des quatre. La quasi-totalité des amendements soumis au vote recueillent de très larges majorités. Tous sont ainsi approuvés dans l'État de Kosrae. Seuls huit amendements sont par contre approuvés dans celui de Pohnpei, excluant celui sur le droit à un environnement sain. L'État de Yap en approuve quant à lui sept sur neuf, les amendements sur la répartition des revenus de la pèche ainsi que l'attribution aux États de la juridiction en matière foncière étant rejetés par ses électeurs. Les amendements nécessitant l'aval d'au moins trois états, ceux rejetés à Ponhpei et à Yap dépendent alors des résultats à Chuuk, tandis que les cinq autres sont dès lors validés,. Le rejet de deux amendements supplémentaires à Yap est un temps incertain, la commission électorale de l'État finissant cependant par reconnaitre avoir fixé par erreur le seuil de validation à 75 % du total des inscrits — seuil utilisé dans la constitution de Yap — au lieu de 75 % des suffrages exprimés comme disposé dans la constitution micronésienne. Celui sur l'abaissement du quorum est alors également en doute, une erreur dans le décompte l'ayant initialement indiqué par erreur comme rejeté à Ponhpei,.
Sur les 112 bureaux de votes de Chuuk, seuls 27 transmettent les résultats du référendum à sa commission électorale basée à Weno. L'incapacité de cette dernière à mettre en œuvre le dépouillement conduit des électeurs de l'État — dont deux membres de la convention constitutionnelle — à déposer une plainte le 10 juillet auprès de la Cour suprême. Cette dernière ordonne le lendemain la collecte des urnes de vote manquantes dans l'ensemble des bureaux de vote et la reprise du dépouillement le 14 juillet au plus tard,. Celui ci aboutit finalement à la proclamation des résultats le 10 septembre. L'ensemble des amendements sont ainsi approuvés à la majorité des trois quarts dans l'État de Chuuk. 
Tout les amendements parviennent ainsi à recueillir la majorité imposée par la constitution, soit trois quarts des suffrages dans trois quarts des États. Le 4 octobre, le Président des États fédérés de Micronésie Wesley Simina proclame leur adoption, avec une entrée en vigueur fixée au jour du scrutin, soit le 4 juillet 2023. C'est la première fois depuis 1991 qu'un amendement est approuvé par les électeurs. L'entrée en vigueur de celui sur l'abaissement du quorum au deux tiers des suffrages dans trois quarts des États abouti par ailleurs à faciliter la validation d'éventuelles futures propositions,.